# هری نتیمبان زه
هری نتیمبان زه (انگلیسی: Harry Ntimban-Zeh؛ زادهٔ ۲۶ سپتامبر ۱۹۷۳) بازیکن فوتبال اهل فرانسه است.
از باشگاه‌هایی که در آن بازی کرده‌است می‌توان به باشگاه فوتبال دیژون، باشگاه فوتبال میلتون کینز دونز، و باشگاه فوتبال ویمبلدون اشاره کرد.